# 木の子
木の子（きのこ、1979年8月23日 - ）は、日本の女性作詞家である。2003年にテクノポップユニット・Perfumeへの楽曲提供で作詞家デビュー。

## 来歴
- 1998年、後のテクノユニット・capsuleの中田ヤスタカと同じ専門学校（東京スクールオブミュージック専門学校）に通っていた。学校の課題で中田と共同で楽曲制作した事がきっかけで、アマチュアバンド『SYNC⇔SYNC』を結成することになった。木の子はえみきのことして、作詞・ボーカルを担当した。
- 2001年～2002年、ウェブデザインの仕事をする。
- 2003年、テクノユニット・Perfumeへ初めて楽曲提供する。詞の内容は、ネガティブな面が多々見られ、食べ物に関する詩も多い。
- 2009年、建築関連の仕事をしながら、Perfumeの後輩にあたる『リトミック』のデビュー曲「Motion Melody」に携わることを以って、作詞家としての活動を再開している。

## 人物
- 木の子はcapsuleのこしじまとしこと同一人物説が流れたが、全くの別人である。
- ペンネームの由来は、キノコが好きなことから。最も好きなキノコはベニテングタケ、食用ではブナシメジ、ナメコ。

## 作品

### Perfume
- スウィートドーナッツ
- シークレットメッセージ （スウィートドーナッツのc/w）
- モノクロームエフェクト
- エレベーター （モノクロームエフェクトの#2）
- おいしいレシピ （モノクロームエフェクトの#3）
- ビタミンドロップ
- 引力 （ビタミンドロップのc/w）
- リニアモーターガール
- ファンデーション （リニアモーターガールの#2）
- コンピュータードライビング （リニアモーターガールの#3）
- Perfume （コンピューターシティのc/w）
- イミテーションワールド （CD未収録、後にSTAR TRAINの初回盤限定カップリング曲として再録音され収録）
- カウンターアトラクション （CD未収録）
- ジューシーフレグランス （CD未収録）

### リトミック
- Motion Melody

### バニラビーンズ
- ?（バニラビーンズIIの#6）
- トキノカケラ
- イェス？ノゥ？（トキノカケラの#2）
- チョコミントフレーバータイム
- ノンセクション

## 出演
- エンタ!371「パッパッパッパッパッパッPerfume」第5回 （インタビュー）
- 「Perfumeワンマンライブ『ディスコ！ディスコ！ディスコ！』記念前夜祭 非公式ファントークイベント」（2009年5月8日 阿佐ヶ谷LOFT A）